# Audre signata
Audre signata är en fjärilsart som beskrevs av Hans Ferdinand Emil Julius Stichel 1910. Audre signata ingår i släktet Audre och familjen Riodinidae. Inga underarter finns listade i Catalogue of Life.